# Svatá rodina se svatou Annou
Svatá rodina se svatou Annou je olejomalba od renesančního umělce Leonarda da Vinciho zobrazující Svatou Annu, její dceru Pannu Marii a dítě, Ježíše.
Skupinu postav autor umístil do skalnatého údolí, otvírající se do liduprázdné krajiny. Panna Marie sedí na kolenou své matky a účastní se hry svého syna. Ten s dětskou hravostí drží za uši beránka.

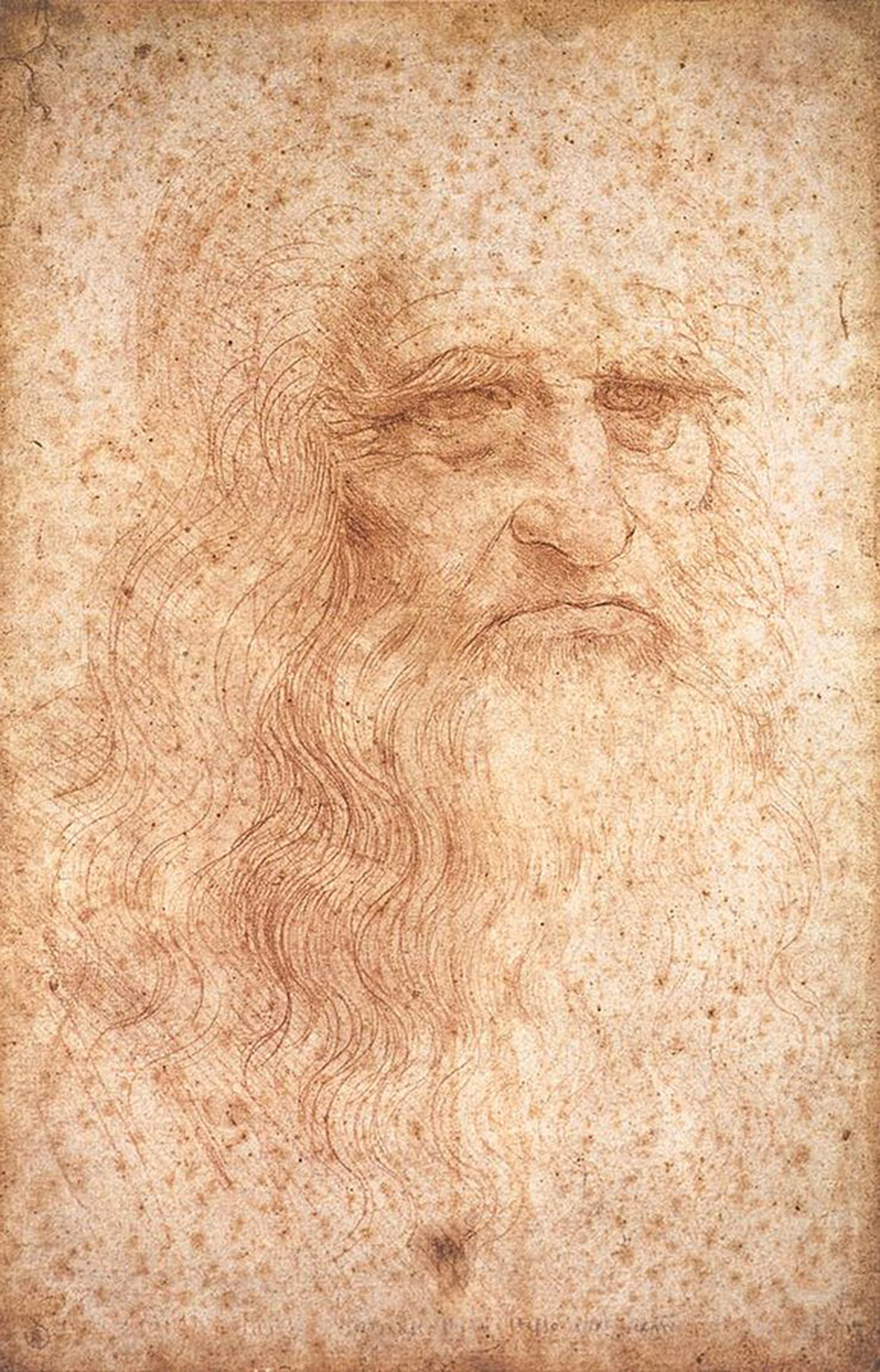
Leonardo da Vinci

Dílo je možné chápat i z genealogického pohledu, kdy autor zachytil na obrazu dávnou tematiku Kristova rodokmenu. Beránek tu symbolicky představuje budoucí oběť, přes kterou Ježíš zachrání lidstvo.
Obraz byl původně určený pro hlavní oltář kostela Santissima Annunziata ve Florencii.
Práci na tomto díle Leonardo začal v roce 1500, ale mnohokrát ho přepracovával. Jako i jeho jiná díla zůstalo nedokončeno. Podle všeho ho měl u sebe na sklonku života v čase svého působení na dvoře krále Františka I. Příčina nedokončení obrazu mohla být i v tom, že v tomto období nad jeho zájmem o umění vítězil zájem o matematiku a vědy. Za vlády Ludvíka XIII. se dostalo toto dílo do královských sbírek.